# Tyrannochthonius swiftae
Espèce
Tyrannochthonius swiftae est une espèce de pseudoscorpions de la famille des Chthoniidae.

## Distribution
Cette espèce est endémique de Kauai à Hawaï,.

## Description
Le mâle holotype mesure 1,45 mm.

## Étymologie
Cette espèce est nommée en l'honneur de Sabina Fajardo Swift.

## Publication originale
- Muchmore, 1993 : An epigean Tyrannochthonius from Hawaii (Pseudoscorpionida: Chthoniidae). Pan-Pacific Entomologist, vol. 69, no 2, p. 180-182.